# Bryza miejska

Prądy konwekcyjne i opady w rejonie miejskiej wyspy ciepła

Bryza miejska – okresowy wiatr lokalny wynikający z różnicy temperatury i ciśnienia powietrza dwóch ośrodków: miasta i terenów otaczających miasto. Wieje szczególnie podczas pogody antycyklonalnej na skutek silnego nagrzania terenów miejskich w ciągu dnia (noce są bardzo ciepłe), co powoduje utworzenie się nad miastem lokalnego ośrodka niskiego ciśnienia, do którego napływa chłodniejsze powietrze z obszarów pozamiejskich.